# Olsen Peak (Ostantarktika)
Der Olsen Peak ist ein Berg aus einem Relief mit Höhenunterschieden von bis zu 200 m im ostantarktischen Viktorialand. In den Darwin Mountains ragt er zwischen dem Mason-Nunatak und dem Score Ridge in den Meteorite Hills auf.
Das Advisory Committee on Antarctic Names benannte ihn 2001 nach Edward Olsen vom Field Museum of Natural History, der die im Rahmen des United States Antarctic Program zwischen 1976 und 1977 an der Suche von Meteoriten in den Allan Hills beteiligt war.